# Manchester Aquatics Centre

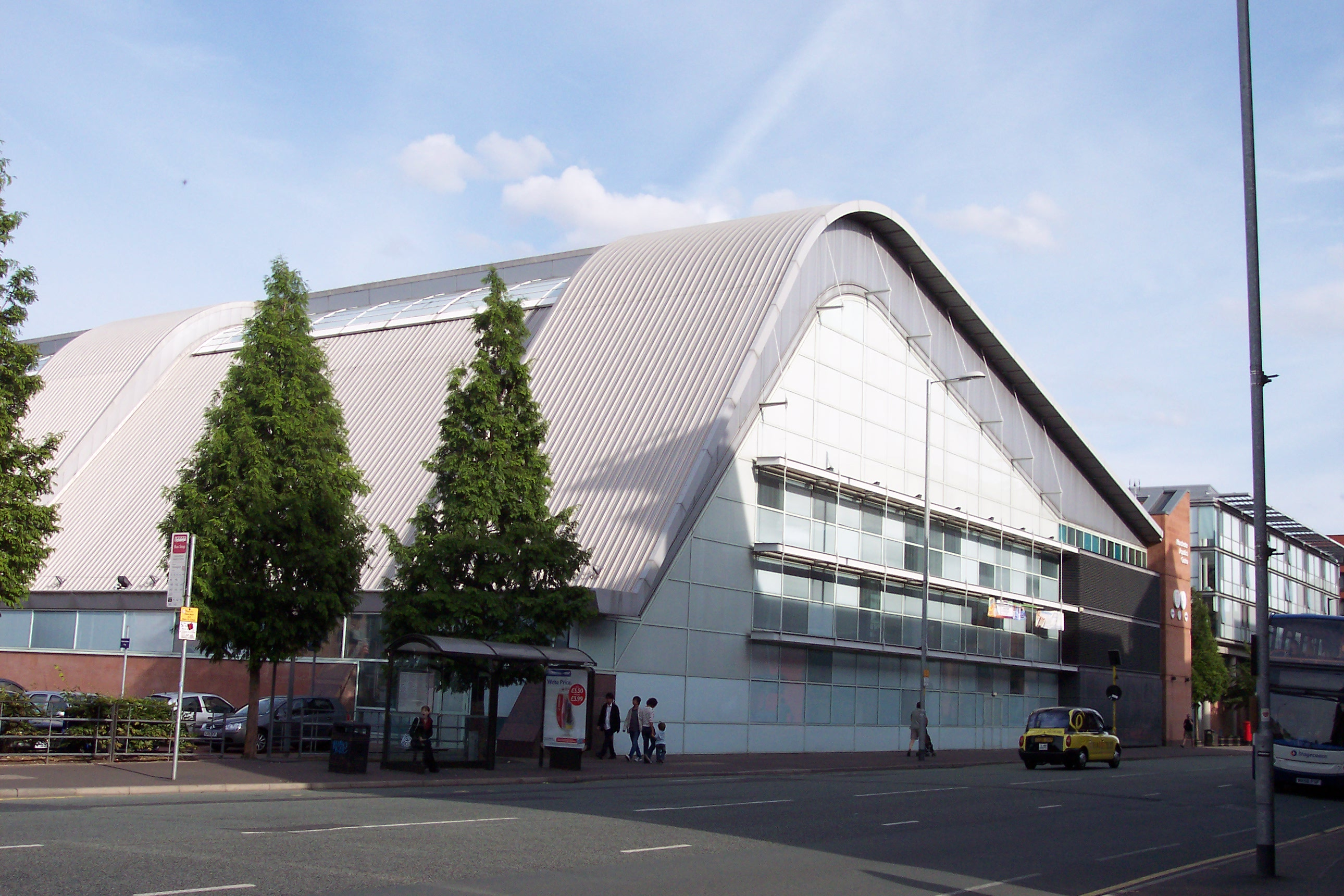
Le Manchester Aquatics Centre.

Le Manchester Aquatics Centre est une piscine publique située à Manchester, en Angleterre.
Elle est localisée juste au nord de l'Université de Manchester, et près de l'Université métropolitaine de Manchester. Elle a été construite à l'occasion des Jeux du Commonwealth de 2002, et a coûté 32 millions de livres sterling. Elle est la propriété conjointe du Manchester City Council, de l'Université de Manchester et de l'Université métropolitaine de Manchester. Elle accueille l'équipe de natation de la ville de Manchester. Avant qu'elle ne soit construite, le site était une décharge sauvage dans une ancienne zone industrielle.